# Junosuando församling
Junosuando församling var en församling i Luleå stift, i Pajala kommun, Norrbottens län. Församlingen uppgick 2006 i Pajala församling.

## Administrativ historik
Församlingen bildades 1914 genom en utbrytning ur Pajala församling och ingick i pastorat med denna till 1948. Från 1948 till 2002 ett eget pastorat, för att från 2002 till 2006 åter ingå i pastorat med Pajala församling. 2006 uppgick församlingen i Pajala församling.

## Areal
Junosuando församling omfattade den 1 januari 1976 en areal av 1 260,0 kvadratkilometer, varav 1 220,0 kvadratkilometer land.

## Befolkningsutveckling
| Befolkningsutvecklingen i Junosuando församling 1920–2000 | Befolkningsutvecklingen i Junosuando församling 1920–2000 | Befolkningsutvecklingen i Junosuando församling 1920–2000 | Befolkningsutvecklingen i Junosuando församling 1920–2000 | Befolkningsutvecklingen i Junosuando församling 1920–2000 |
| --- | --------------------------------------------------------- | --------------------------------------------------------- | --------------------------------------------------------- | --------------------------------------------------------- |
| |                                                           |                                                           |                                                           |                                                           |
| År |                                                           |                                                           | Folkmängd                                                 |                                                           |
| 1920 | 1920                                                      |                                                           | 1 141                                                     |                                                           |
| 1930 | 1930                                                      |                                                           | 1 348                                                     |                                                           |
| 1935 | 1935                                                      |                                                           | 1 548                                                     |                                                           |
| 1940 | 1940                                                      |                                                           | 1 748                                                     |                                                           |
| 1945 | 1945                                                      |                                                           | 1 848                                                     |                                                           |
| 1950 | 1950                                                      |                                                           | 1 918                                                     |                                                           |
| 1955 | 1955                                                      |                                                           | 1 870                                                     |                                                           |
| 1960 | 1960                                                      |                                                           | 1 767                                                     |                                                           |
| 1965 | 1965                                                      |                                                           | 1 530                                                     |                                                           |
| 1970 | 1970                                                      |                                                           | 1 409                                                     |                                                           |
| 1975 | 1975                                                      |                                                           | 1 251                                                     |                                                           |
| 1980 | 1980                                                      |                                                           | 1 159                                                     |                                                           |
| 1985 | 1985                                                      |                                                           | 1 143                                                     |                                                           |
| 1990 | 1990                                                      |                                                           | 1 123                                                     |                                                           |
| 1995 | 1995                                                      |                                                           | 1 076                                                     |                                                           |
| 2000 | 2000                                                      |                                                           | 1 006                                                     |                                                           |
| Anm: För åren 1920-1945: befolkning enligt folkräkning 31 december enligt den administrativa indelningen den 1 januari följande år. 1950 avser befolkning enligt folkräkning den 31 december enligt den administrativa indelningen den 1 januari 1952. 1960-1970 avser befolkning enligt folkräkning den 1 november enligt den administrativa indelningen den 1 januari följande år. För åren 1955 samt 1975-2000: befolkning 31 december enligt den administrativa indelningen den 1 januari följande år. |                                                           |                                                           |                                                           |                                                           |

## Kyrkor
- Junosuando kyrka

## Series pastorum
- 1957–?: Manfred Wiss